# Campeonato Internacional de Tênis de Campinas 2021 - Doppio
Sadio Doumbia e Fabien Reboul erano i detentori del titolo ma hanno scelto di non partecipare.
In finale Rafael Matos e Felipe Meligeni Alves hanno sconfitto Gilbert Klier Júnior e Matheus Pucinelli de Almeida con il punteggio di 6-3, 6-1.

## Teste di serie
1. Rafael Matos  /  Felipe Meligeni Alves (campioni)
2. Orlando Luz /  Luis David Martínez (primo turno)

1. Mark Vervoort /  Federico Zeballos (quarti di finale)
2. Pedro Cachín /  Facundo Mena (primo turno)

## Wildcard
1. João Lucas Reis da Silva /  Eduardo Ribeiro (primo turno)

1. Mateus Alves /  Oscar José Gutierrez (quarti di finale)

## Tabellone

### Legenda
| - Q = Qualificato - WC = Wild card - LL = Lucky loser | - ALT = Alternate - SE = Special Exempt - PR = Protected Ranking | - w/o = Walkover - r = Ritirato - d = Squalificato |

|  | Primo turno | Primo turno                           | Primo turno                    | Primo turno           | Primo turno |  |  | Quarti di finale | Quarti di finale                      | Quarti di finale                      | Quarti di finale                      | Quarti di finale                      |   |   | Semifinali | Semifinali                         | Semifinali                         | Semifinali                                        | Semifinali                                        |   |   | Finale | Finale | Finale | Finale | Finale |  |
|  |             |                                       |                                |                       |             |  |  |                  |                                       |                                       |                                       |                                       |   |   |            |                                    |                                    |                                                   |                                                   |   |   |        |        |        |        |        |  |
|  | 1           | R Matos F Meligeni Alves              | R Matos F Meligeni Alves       | 6                     | 6           |  |  |                  |                                       |                                       |                                       |                                       |   |   |            |                                    |                                    |                                                   |                                                   |   |   |        |        |        |        |        |  |
|  | WC          | J Reis da Silva E Ribeiro             | J Reis da Silva E Ribeiro      | 1                     | 2           |  |  | 1                | R Matos F Meligeni Alves              | R Matos F Meligeni Alves              | 6                                     | 6                                     |   |   |            |                                    |                                    |                                                   |                                                   |   |   |        |        |        |        |        |  |
|  | WC          | M Alves OJ Gutierrez                  | M Alves OJ Gutierrez           | 6                     | 6           |  |  | WC               | M Alves OJ Gutierrez                  | M Alves OJ Gutierrez                  | 3                                     | 0                                     |   |   |            |                                    |                                    |                                                   |                                                   |   |   |        |        |        |        |        |  |
|  | PR          | I Almeida E Camargo Lima              | I Almeida E Camargo Lima       | 2                     | 1           |  |  |                  |                                       |                                       |                                       |                                       |   |   | 1          | R Matos F Meligeni Alves           | R Matos F Meligeni Alves           | 6                                                 | 6                                                 |   |   |        |        |        |        |        |  |
|  | 3           | M Vervoort F Zeballos                 | M Vervoort F Zeballos          | M Vervoort F Zeballos | w/o         |  |  |                  |                                       |                                       | F Romboli T Seyboth Wild              | F Romboli T Seyboth Wild              | 2 | 1 |            |                                    |                                    |                                                   |                                                   |   |   |        |        |        |        |        |  |
|  |             | A Collarini N Kuhn                    | A Collarini N Kuhn             | A Collarini N Kuhn    |             |  |  | 3                | M Vervoort F Zeballos                 | 4                                     | 6                                     | [8]                                   |   |   |            |                                    |                                    |                                                   |                                                   |   |   |        |        |        |        |        |  |
|  |             | F Romboli T Seyboth Wild              | F Romboli T Seyboth Wild       | 6                     | 6           |  |  |                  | F Romboli T Seyboth Wild              | 6                                     | 4                                     | [10]                                  |   |   |            |                                    |                                    |                                                   |                                                   |   |   |        |        |        |        |        |  |
|  |             | DE Galán A Merino                     | DE Galán A Merino              | 2                     | 0           |  |  |                  |                                       |                                       |                                       |                                       |   |   | 1          | Rafael Matos Felipe Meligeni Alves | Rafael Matos Felipe Meligeni Alves | 6                                                 | 6                                                 |   |   |        |        |        |        |        |  |
|  |             | G Andreozzi TM Etcheverry             | G Andreozzi TM Etcheverry      | 4                     | 3           |  |  |                  |                                       |                                       |                                       |                                       |   |   |            |                                    |                                    | Gilbert Klier Júnior Matheus Pucinelli de Almeida | Gilbert Klier Júnior Matheus Pucinelli de Almeida | 3 | 1 |        |        |        |        |        |  |
|  |             | H Casanova S Rodríguez Taverna        | H Casanova S Rodríguez Taverna | 6                     | 6           |  |  |                  | H Casanova S Rodríguez Taverna        | 4                                     | 6                                     | [10]                                  |   |   |            |                                    |                                    |                                                   |                                                   |   |   |        |        |        |        |        |  |
|  |             | F Coria T Lipovšek Puches             | 3                              | 7                     | [10]        |  |  |                  | F Coria T Lipovšek Puches             | 6                                     | 3                                     | [7]                                   |   |   |            |                                    |                                    |                                                   |                                                   |   |   |        |        |        |        |        |  |
|  | 4           | P Cachín F Mena                       | 6                              | 6                     | [8]         |  |  |                  |                                       |                                       |                                       |                                       |   |   |            | H Casanova S Rodríguez Taverna     | H Casanova S Rodríguez Taverna     | 3                                                 | 4                                                 |   |   |        |        |        |        |        |  |
|  |             | R Cid Subervi P Sakamoto              | R Cid Subervi P Sakamoto       | 6                     | 6           |  |  |                  |                                       |                                       | G Klier Júnior M Pucinelli de Almeida | G Klier Júnior M Pucinelli de Almeida | 6 | 6 |            |                                    |                                    |                                                   |                                                   |   |   |        |        |        |        |        |  |
|  |             | F Cerúndolo C Ugo Carabelli           | F Cerúndolo C Ugo Carabelli    | 1                     | 2           |  |  |                  | R Cid Subervi P Sakamoto              | R Cid Subervi P Sakamoto              | 2                                     | 4                                     |   |   |            |                                    |                                    |                                                   |                                                   |   |   |        |        |        |        |        |  |
|  |             | G Klier Júnior M Pucinelli de Almeida | 6                              | 3                     | [10]        |  |  |                  | G Klier Júnior M Pucinelli de Almeida | G Klier Júnior M Pucinelli de Almeida | 6                                     | 6                                     |   |   |            |                                    |                                    |                                                   |                                                   |   |   |        |        |        |        |        |  |
|  | 2           | O Luz LD Martínez                     | 3                              | 4                     | [4]         |  |  |                  |                                       |                                       |                                       |                                       |   |   |            |                                    |                                    |                                                   |                                                   |   |   |        |        |        |        |        |  |